# فرودگاه وویی‌شان
فرودگاه وویی‌شان (به انگلیسی: Wuyishan Airport) یک فرودگاه همگانی مسافربری با کد یاتا WUS است که یک باند فرود سیمان دارد و طول باند آن ۲۴۰۰ متر است. این فرودگاه در کشور چین قرار دارد و در ارتفاع ۱۹۶ متری از سطح دریا واقع شده‌است.

## شرکت‌های هواپیمایی و مقصدهای پروازی
| شرکت‌های هواپیمایی  | مقصدهای پروازی                                               |
| ------------------ | ------------------------------------------------------------ |
| هواپیمایی شرقی چین | جینان یاکیانگ، شانگهای هونگچیائو، زوهای سانزاهو              |
| Kunming Airlines   | کونمینگ چانگشوی، زیامن گائوچی                                |
| اوکی ایرویز        | شنژن بن                                                      |
| شاندونگ ایرلاینز   | بایون گوآنگجو، کینگدائو لیوتینگ، شی‌آن شیان‌یانگ، زیامن گائوچی |
| ژیامن ایرلاینز     | پکن، هانگجو ژیاشان، زیامن گائوچی                             |
| ژیامن ایرلاینز     | هنگ کنگ                                                      |